# Glas Bheinn Mhor
Glas Bheinn Mhor är ett berg i Storbritannien.   Det ligger i kommunen Argyll and Bute och riksdelen Skottland, i den nordvästra delen av landet. Toppen på Glas Bheinn Mhor är 997 meter över havet.
Terrängen runt Glas Bheinn Mhor är huvudsakligen kuperad. Den högsta punkten i närheten är Ben Starav, 1 078 meter över havet, 2,8 km väster om Glas Bheinn Mhor. Trakten runt Glas Bheinn Mhor består i huvudsak av klippor med låg växtlighet.